# Titanato di bario
Il titanato di bario (BTO) è un composto inorganico del titanio e del bario con formula chimica BaTiO3. Il titanato di bario l'aspetto di una polvere bianca ed è trasparente se preparato come grandi cristalli. È un materiale ceramico ferroelettrico che mostra l'effetto fotorifrattivo e le proprietà piezoelettriche. Viene utilizzato nei condensatori, nei trasduttori elettromeccanici e nell'ottica non lineare.

## Struttura

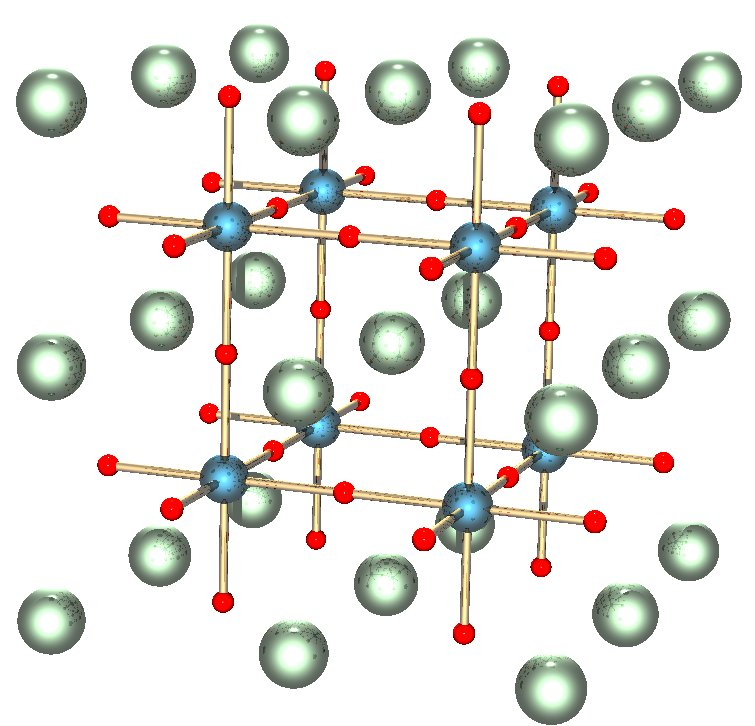
Struttura del BaTiO_{3} cubico. Le sfere rosse sono centri di ossido, blu sono cationi Ti^{4+} e le sfere verdi sono Ba^{2+}.

Il solido esiste in uno dei quattro polimorfi a seconda della temperatura. Dall'alta alla bassa temperatura, queste simmetrie cristalline dei quattro polimorfi sono una struttura cristallina cubica, tetragonale, ortorombica e romboedrica. Tutte queste fasi mostrano l'effetto ferroelettrico, con l'esclusione della fase cubica. La fase cubica ad alta temperatura è più facile da descrivere, in quanto consiste in unità TiO6 ottaedriche regolari che condividono gli angoli che definiscono un cubo con l'ossigeno (O) nei vertici e bordi Ti-O-Ti. Nella fase cubica, Ba2+ si trova al centro del cubo, con un numero di coordinazione nominale di 12. Le fasi di simmetria inferiori sono stabilizzate a temperature più basse e comportano lo spostamento del Ti4+ in posizioni decentrate. Le notevoli proprietà di questo materiale derivano dal comportamento cooperativo delle distorsioni Ti4+.
Al di sopra del punto di fusione, il liquido ha una struttura locale notevolmente diversa dalle forme solide, con la maggior parte di Ti4+ coordinata a quattro ossigeni, in unità tetraedriche di TiO4, che coesistono con unità più altamente coordinate.

## Proprietà di produzione e movimentazione

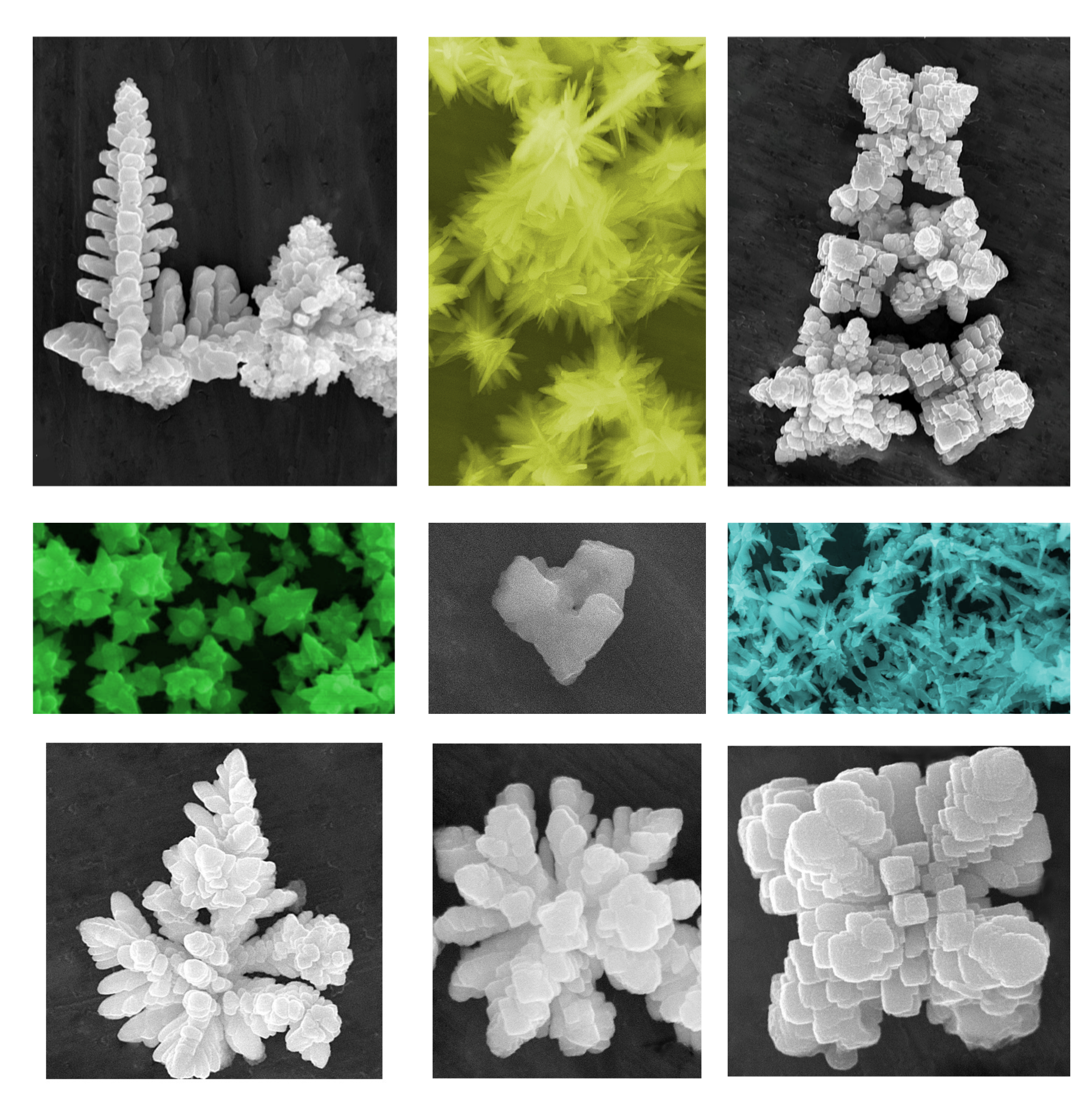
Immagini al microscopio elettronico a scansione (SEM) che mostrano particelle di BaTiO3. Le diverse morfologie dipendono dalle condizioni di sintesi (precipitazione, sintesi idrotermale e solvotermale): le dimensioni e la forma possono essere variate variando la concentrazione dei precursori, la temperatura di reazione e il tempo. Il colore (se aggiunto) aiuta a enfatizzare i livelli di scala di grigi. In generale, la sintesi del titanato di bario per precipitazione da soluzione acquosa permette di produrre particelle di forma sferica con dimensioni che possono essere adattate da pochi nanometri a diverse centinaia di nanometri diminuendo la concentrazione dei reagenti. A bassissima concentrazione le particelle tendono a sviluppare una morfologia simil-dendritica, come riportato nelle immagini.

Il titanato di bario può essere sintetizzato con il metodo della sintesi idrotermale, che è relativamente semplice. Il titanato di bario può anche essere prodotto riscaldando carbonato di bario (BaCO3) e biossido di titanio (TiO2). La reazione procede tramite sinterizzazione in fase liquida. I cristalli singoli possono essere coltivati a circa 1100 °C dal fluoruro di potassio fuso. Altri materiali vengono spesso aggiunti come droganti, ad esempio lo stronzio (Sr) per formare soluzioni solide con titanato di stronzio (SrTiO3). Esso reagisce con il tricloruro di azoto (NCl3) e produce una miscela verdastra o grigia; le proprietà ferroelettriche della miscela sono ancora presenti in questa forma.
Molti sforzi sono stati spesi per studiare la relazione tra la morfologia delle particelle e le sue proprietà. Il titanato di bario è uno dei pochi composti ceramici noti per mostrare una crescita anormale dei grani, in cui i grani sfaccettati grandi crescono in una matrice di grani più fini, con profonde implicazioni sulla densificazione e sulle proprietà fisiche. Il titanato di bario nanocristallino completamente denso ha una permittività elettrica superiore del 40% rispetto allo stesso materiale preparato in modo classico. È stato dimostrato che l'aggiunta di inclusioni di titanato di bario allo stagno produce un materiale sfuso con una rigidezza viscoelastica superiore a quella dei diamanti. Il titanato di bario subisce due transizioni di fase che cambiano la forma e il volume del cristallo. Questo cambiamento di fase porta a compositi in cui i titanati di bario hanno un modulo di massa negativo (modulo di Young), il che significa che quando una forza agisce sulle inclusioni, si verifica uno spostamento nella direzione opposta, irrigidendo ulteriormente il composito.
Come molti ossidi, il titanato di bario è insolubile in acqua ma è attaccato dall'acido solforico. Il suo band gap a temperatura ambiente è di 3,2 eV, ma aumenta a ~3,5 eV quando la dimensione delle particelle viene ridotta da circa 15 a 7 nm.

## Usi

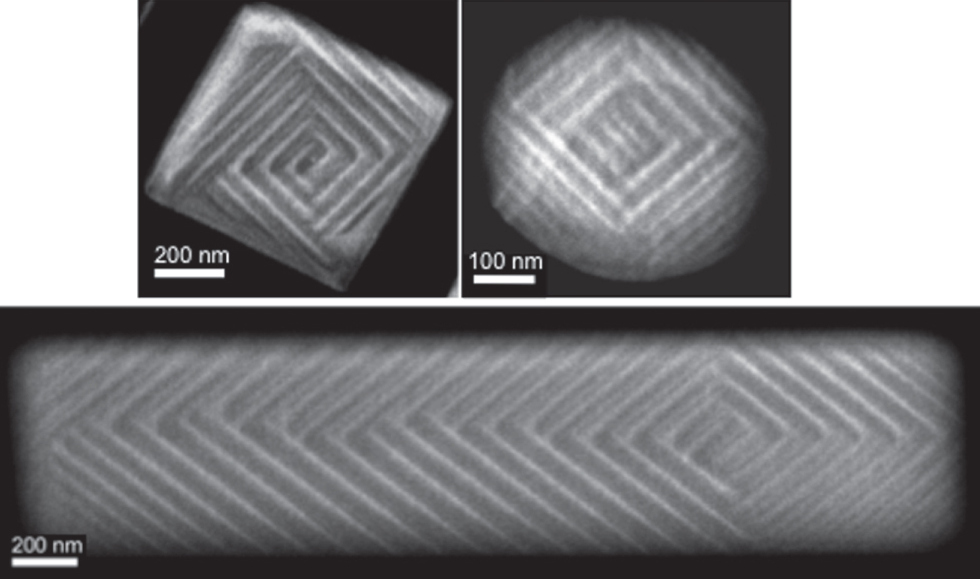
Microscopia elettronica a scansione di trasmissione dei domini ferroelastici che si formano nel titanato di bario durante il raffreddamento attraverso la temperatura di Curie. Il punto vertice, dove si incontrano i fasci dei domini, si sposta dal centro nei cristalli isometrici (in alto) al fuori centro negli oblunghi (in basso).

Il titanato di bario è un dielettrico ceramico utilizzato nei condensatori, con valori di permittività elettrica fino a 7000. In un ristretto intervallo di temperatura sono possibili valori fino a 15000; i materiali ceramici e polimerici più comuni sono inferiori a 10, mentre altri, come il biossido di titanio (TiO2), hanno valori compresi tra 20 e 70.
È un materiale piezoelettrico utilizzato nei microfoni e in altri trasduttori. La polarizzazione spontanea dei cristalli singoli di titanato di bario a temperatura ambiente varia tra 0,15 C/m2 in studi precedenti, e 0,26 C/m2 in pubblicazioni successive, e la sua temperatura di Curie è compresa tra 120 e 130 °C. Le differenze sono legate alla tecnica di crescita, con i cristalli cresciuti col metodo di flusso meno puri dei cristalli cresciuti con il processo Czochralski, che quindi hanno una polarizzazione spontanea più ampia e una temperatura di Curie più elevata.
Come materiale piezoelettrico, è stato ampiamente sostituito dal piombo-zirconato di titanio, noto anche come PZT. Il titanato di bario policristallino ha un coefficiente di resistenza alla temperatura positivo, che lo rende un materiale utile per termistori e sistemi di riscaldamento elettrici autoregolanti.
I cristalli di titanato di bario trovano impiego nell'ottica non lineare. Il materiale ha un elevato guadagno di accoppiamento del fascio e può essere utilizzato a lunghezze d'onda del visibile e del vicino infrarosso. Ha la più alta riflettività dei materiali utilizzati per le applicazioni di coniugazione di fase autopompata (SPPC). Può essere utilizzato per la miscelazione a quattro onde a onda continua con potenza ottica della gamma di milliwatt. Per le applicazioni fotorifrattive, il titanato di bario può essere drogato con vari altri elementi, come per esempio il ferro.
Film sottili di titanato di bario mostrano una modulazione elettro-ottica a frequenze superiori a 40 GHz.
Le proprietà piroelettriche e ferroelettriche del titanato di bario sono utilizzate in alcuni tipi di sensori non raffreddati per termocamere.
La polvere di titanato di bario ad alta purezza è ritenuta essere un componente chiave dei nuovi sistemi di accumulo di energia di condensatori di titanato di bario da utilizzare nei veicoli elettrici.
A causa della loro elevata biocompatibilità, le nanoparticelle di titanato di bario (BTNP) sono state recentemente impiegate come nano portatori per la somministrazione di farmaci.
L'effetto magnetoelettrico di forze molto intense è stato riportato in film sottili cresciuti su substrati di titanato di bario.

## In natura
La barioperovskite è un analogo naturale molto raro di titanato di bario, trovato come microinclusioni nella benitoite.